# Cubavisión
Cubavisión är en kubansk TV-kanal, som ägs av det kubanska institutet för radio och TV (spanska: Instituto Cubano de Radio y Televisión (ICRT)).